# Rede de drenagem
Rede de drenagem ou rede hidrográfica designa os sistemas naturais ou artificiais capazes de drenar água superficial, em geral proveniente das chuvas; são compostos de canais conectados entre si, e a este conjunto de canais conectados dá-se o nome de rede de drenagem. A rede hidrografica e a bacia hidrografica são coisas completamente diferentes.
Pode-se distinguir dois tipos importantes de redes de drenagem: as redes artificiais, construídas nas cidades pelo ser humano, e as  redes naturais, compostas pelos rios e lagos.

## Origem
O ciclo da água no planeta depende fundamentalmente das chuvas, que caem sobre os continentes, ilhas e oceanos. A água que cai pode ser acumulada (em poças, lagoas, represas, etc.), pode infiltrar no solo, ou seguir seu curso, por ação da gravidade (terreno abaixo). No último caso, a porção superior fica mais seca, de modo que podemos dizer que tal porção foi drenada, na medida em que a água escoou.
Os locais (calhas, canos, canais, rios, córregos, etc.) que acomodam os fluxos de água de drenagem, quando estes seguem repetidamente o mesmo caminho, são ditos canais de drenagem. Estes canais, quando interligados, formam necessariamente uma rede dendrítica, dita rede de drenagem.
As redes de drenagem, portanto, dão o devido suporte e estabilidade à porção terrena do ciclo da água. 

### Correlação entre redes e bacias
Uma superfície qualquer, em particular a superfície terrestre, na sua porção continental e ilhas, pode ser descrita como um conjunto de planos conectados, cada um com uma inclinação diferente. Com relação à ação da gravidade estes planos atuam como "rampas", por onde escoam inicialmente as águas das chuvas. Rampas opostas e conectadas por baixo formam, em sua porção mais baixa, os canais e represas. Rampas opostas e conectadas por cima formam divisores de águas.
O escoar das águas na superfície terrestre converge para as partes mais baixas, e um conjunto de rampas com um escoamento central, sempre apresenta uma linha poligonal fechada formada pelos divisores de águas. Essa linha determina os limites de uma bacia hidrográfica.
O relevo terrestre, tendo sido moldado pelas intempéries, inclusive da chuva e dos fluxos de àgua, por milhares de anos, tem sua forma afetada e acentuada pela formação das redes de drenagem.

## Rede artificial
Rede de drenagem das casas (calhas, canaletas e encanamentos) e rede das ruas, a partir das sarjetas, passando pelos bueiros e galerias pluviais da cidade, até chegar ao corpo d'água mais próximo.

## Rede natural
É o padrão formado pelas linha de água (rios, barrancos) e lagos numa determinada bacia hidrográfica. São condicionadas pela topografia/declive, clima, litologia.
- Dendrítica – os ângulos de confluência são variáveis, mas geralmente reduzidos assemelhando-se aos ramos de uma árvore (predominante em Portugal).
- Retangular – os ângulos de confluência retos, ocorrendo geralmente em rochas duras.
- Radial – quando os rios correm em direções opostas a partir de um ponto central elevado (situação de um cone vulcânico ou dobra hipertensa).
- Centrípeta – os rios correm todos para um ponto central onde a água fica acumulada (situação de lagoas).
- Paralelas – as linhas de água são paralelas e o ângulo de confluência é muito reduzido (ocorre em regiões com um elevado declive).
- Treliça – alguns rios correm paralelamente porque alterna entre camadas de rocha dura e branda, correndo ao longo da rocha mais branda onde se juntam pequenos tributários que se juntam a eles em ângulos retos. Por vezes podem atravessar as camadas duras perpendicularmente.
- Anelares – estão dispostos em anéis em torno de um ponto mais alto.
- Irregular – não existe um sistema de drenagem racional nem consistente dos rios e lagos, parecendo uma mistura de vários tipos de drenagem, ocorrendo em regiões onde existiu um intensa atividade geológica.